# Krankenbäckens naturreservat
Krankenbäckens naturreservat är ett naturreservat i Norrköpings kommun i Östergötlands län.
Området är naturskyddat sedan 2019 och är 35 hektar stort. Reservatet ligger omkring en del av Krankenbäckenen i Kolmården och omfattar våtmarkssystem med sjöar, små gölar, sumpskogar och öppna mossar omgivna av utbredda gungflymarker. 